# Oriolus flavocinctus
La Oropéndola amarilla australiana o Oropéndola verdosa, (Oriolus flavocinctus) es una especie de ave paseriforme perteneciente a la familia Oriolidae. Se encuentra en la vegetación tropical de Nueva Guinea y norte de Australia, incluida la Península del Cabo York, el Top End y Kimberley.
Se encuentra en los estratos medio y superior de los bosques densos, tomando fruta en general. Normalmente solo o en parejas, a veces se forman pequeños grupos en la temporada no reproductiva. A menudo son difíciles de localizar, ya que su plumaje color amarillo-verdoso se confunde con el follaje y sólo sus llamadas musicales profundos pueden ser escuchadas. Sin embargo, son comunes en el hábitat adecuado: selvas tropicales, manglares, matorrales a lo largo de cursos de agua, pantanos y jardines exuberantes.
La cría se realiza durante la temporada de lluvias (de octubre a marzo). Un nido limpio, profundo construye a partir de tiras de corteza y enredaderas, alineadas con raicillas, y colgado entre las ramas frondosas, por lo general de 5 a 15 metros hacia arriba. Por lo general ponen 2 huevos.